# Kidz TV
 (mai 2015).
Kidz TV est une chaîne pour enfants turque qui a commencé à émettre le 3 février 2012. Dessins animés, séries et un bloc Animez, destiné aux anime, sont au programme,.

## Programmes

### Série télévisée d'animation
- Alvin et les Chipmunks
- Angels : L'Alliance des anges
- Les Aventures du Chat potté
- Les Aventures de l'Ours Paddington
- Les Aventures de Tintin
- Baby Jake (en)
- Blazing Teens (en)
- Code Lyoko
- Les Chroniques de Matt Hatter
- Digimon Fusion
- Dinofroz
- Edgar & Ellen
- En selle, Sakamichi
- Figaro Pho
- Gon
- Heidi
- Iron Man: Armored Adventures
- Klumpies (nl)
- Lassie
- Mademoiselle Zazie
- Magi-Nation (en)
- Magic
- Maya l'abeille
- MetaJets (en)
- Les Croods : Origines
- Les Minijusticiers
- Peanuts
- Piny Institute of New York
- Playtime Buddies
- Pocoyo
- Popples
- Rantanplan
- Roi Julian ! L'Élu des lémurs
- Rosie
- Sandra Détective (pt)
- Shuriken School
- Tendres Agneaux
- Titeuf
- Trollz
- Turbo FAST
- Uki

### Série télévisée
- De tout mon cœur
- Debra! (en)
- H2O
- M.I. High
- Me and My Monsters (en)
- The Next Step : Le Studio
- Power Rangers : RPM
- Power Rangers : Samurai
- Walk on the Wild Side (en)
- Wingin' It (en)
- Zoé

### BlocAnimez
- Basilisk
- Bleach
- D.Gray-man
- Darker than Black
- Death Note
- Deltora Quest
- Fullmetal Alchemist
- Fullmetal Alchemist: Brotherhood
- Ghost in the Shell: Stand Alone Complex
- Hellsing
- Last Exile
- Naruto
- Sailor Moon
- Samurai 7